# Live and Unplugged (álbum de Sleeping with Sirens)
Live and Unplugged es el primer álbum en vivo de la banda estadounidense Sleeping with Sirens. El álbum fue publicado el 8 de abril de 2016 mediante Epitaph Records. Su primer sencillo se lanzó por medio de Youtube el 12 de febrero de 2016, el cual es una versión acústica de la canción Gold.

## Lista de canciones
1- "With Ears To See And Eyes To Hear"
2- "If I'm James Dean, You're Audrey Hepburn"
3- "Gold"
4- "The Strays" 
5- "Free Now"
6- "Who Are You Now" 
7- "Go Go Go"
8- "Santeria" (cover de Sublime) 
9- "Save Me A Spark"
10- "Iris (cover de The Goo Goo Dolls)"
11- "If You Can't Hang"